# Rattus koopmani
Rattus koopmani — один з видів гризунів роду пацюків (Rattus).

## Поширення
Цей вид відомий тільки від типу місцевості англ. Kepulauan Banggai в Індонезії. Типовий зразок був зібраний в прибережній рівнині на о. Пеленг.

## Морфологічні особливості
Гризуни середнього розміру, завдовжки 233 мм, хвіст — 215 мм, стопа — 45 мм, вухо — 23 мм.

## Зовнішність
Хутро помірно густе з довгим волоссям і пухнастими шипами. Загальний відтінок спини — темно-коричнева вохра, темніше на голові та спині, світліше по боках. Вентральні частини темно-сірі змішані з вохрою. Вуха невеликі по відношенню до розміру тіла і чорнуваті, покриті дрібними коричнюватими волосками. Спинна частина рук і ніг темно-коричнева. Нігті кремового забарвлення, частково покриті пучками сріблястого волосся. Хвіст темно-коричневий з приблизно 12 лускатими кільцями на сантиметр, кожне супроводжується трьома маленькими щетинистими волосками. Розрізняють пару постпахвових сосків, черевну пару, грудну та дві пахові пари.

## Загрози та охорона
Була велика втрата середовища існування на острові. Не відомо, чи живе в будь-якій з охоронних територій.